# 三重交通サ2000形電車

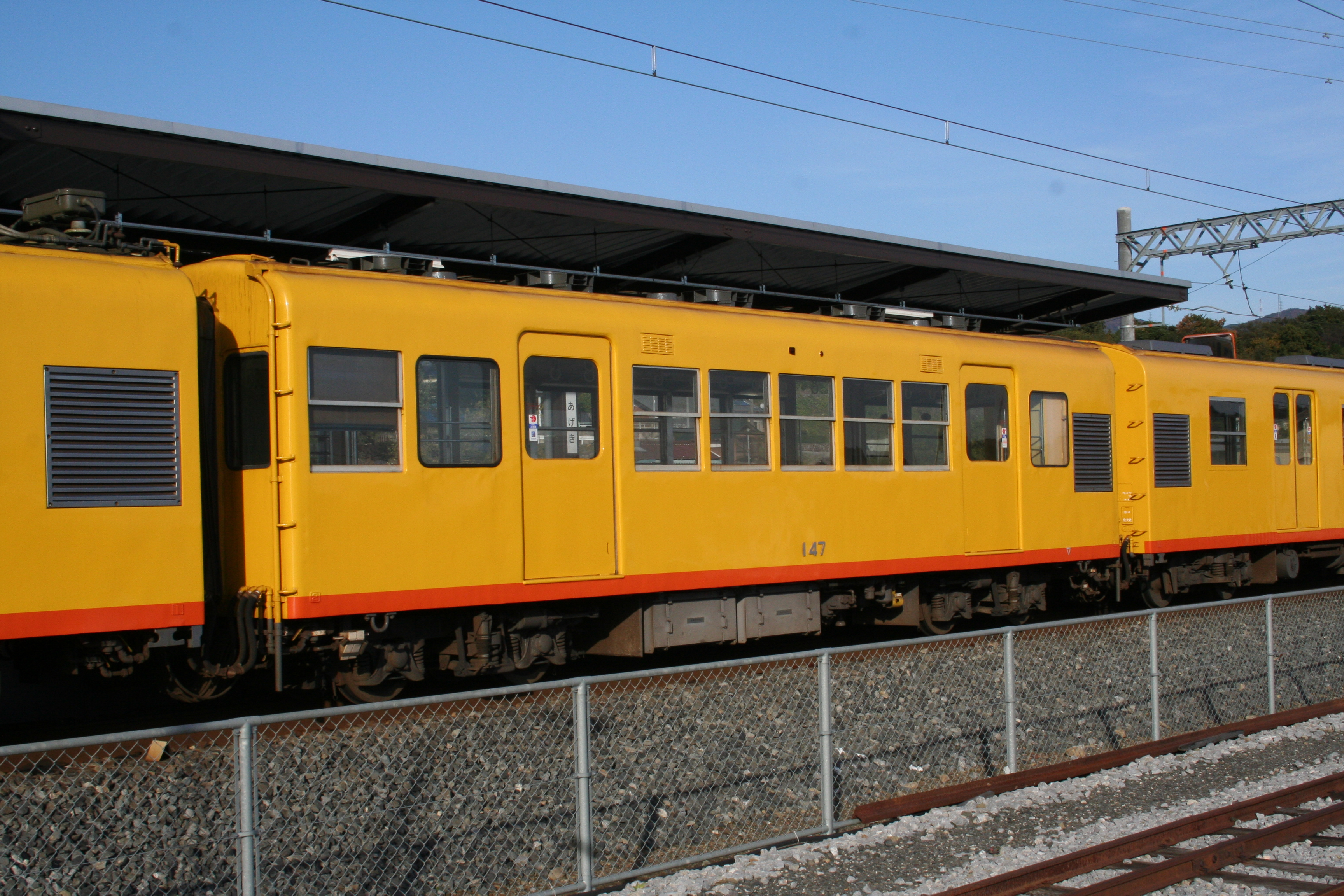
三岐鉄道北勢線サハ140型147号車（冷房改造後）

三重交通サ2000形電車（みえこうつうサ2000がたでんしゃ）は、三重交通が製造、近畿日本鉄道を経由し、三岐鉄道が北勢線で運用する電車である。

## 概要
湯の山温泉の観光開発を目的として、三重交通はそのアクセス機関となる三重線へ1959年にモ4400形と呼ばれる画期的な構造の新型電車を導入した。
この電車は志摩線向けとして1958年に導入したモ5400形に引き続き、当時最新の垂直カルダン駆動機構を備え、乗り心地の良い新型台車とスムーズな加減速、それに蛍光灯による明るい照明で好評を博した。だがその反面、特異な構造を備える駆動機構の保守に難渋し、1編成で製造が終了となった。
しかし、三重線系統には四日市鉄道・三重軌道以来の木造客車が多数残存しており、老朽化したそれらの代替は急務であった。
そこで、モ4400形の設計を流用した一般構造の付随車を量産し、それらを置き換えることが計画された。こうして1960年から1962年にかけてモ4400形と同じく名古屋の日本車輌製造本店で2001 - 2007の7両が製造されたのが本形式である。

## 車体
基本構造はモ4400形4401T-1→サ4400形4401に準じる、アルミサッシを備える近代的な全金属製車体であるが、当時の三重交通ナロー線車両として標準的な11m級とされたため、窓配置が1(1)D5D(1)1（D：客用扉、(1)：戸袋窓）と扉間の側窓1枚が増えた構成となった。
妻面もサ4401に準じた切妻であるが、こちらは単独の付随車であるため貫通扉が設けられた。車体断面が小さいため、貫通路が天井近くまで伸びている。
初年度に製造された2001 - 2004では妻面には通風機は備えられていなかったが、1961年および1962年に製造された2005 - 2007では、右側妻窓上部に押込式の通風器が設置された。

## 主要機器

### 台車
モ4400形の新型台車が好評であったことから、これに準じた設計の日本車輌製造NT-7が採用された。
これは主電動機裝架の必要がなく、またボルスタ部分の構造が異なることから別形式とされているが、基本設計はモ4400形のND-106系とほぼ同一の溶接組立構造ウィングばね式台車である。

### ブレーキ
在来の電動車に牽引される付随車であるため、非常弁付き直通空気ブレーキ（STEブレーキ）が採用された。
モ4400形と同様、台車枠の両端にのみブレーキシューが設置される片押し式であるが、中継弁を使用する台車シリンダー方式が採用されており、制動能力は在来車よりも強化されている。

### 連結器
連結器は新造時は三重線系標準のピン・リンク式連結器が中心高350mmで装着されていたが、転籍時に中心高を380mmに変更し、さらに近鉄合併後の1966年に北勢線では増解結作業の簡易化を目的として連結器の自動連結器への換装が実施されたため、本形式も全車並形自動連結器を約3/4に縮小した形状のCSC91形自動連結器への交換が実施されている。

## 運用
本形式は竣工後、順次在来の木造車を置き換える形で運用が開始され、1954年製のサ360形4両やモ4400形と共に、三重線の主力車として重用された。
三重電気鉄道発足後の1964年に湯の山線が改軌されると、内部・八王子線では輸送力過大であったモ4400形と同様に、本形式も全車が北勢線に転籍した。近鉄合併後はサ130形131 - 138（旧サ360形361 - 368）に続けてサ140形141 - 147と改番された。

## 編成固定化後

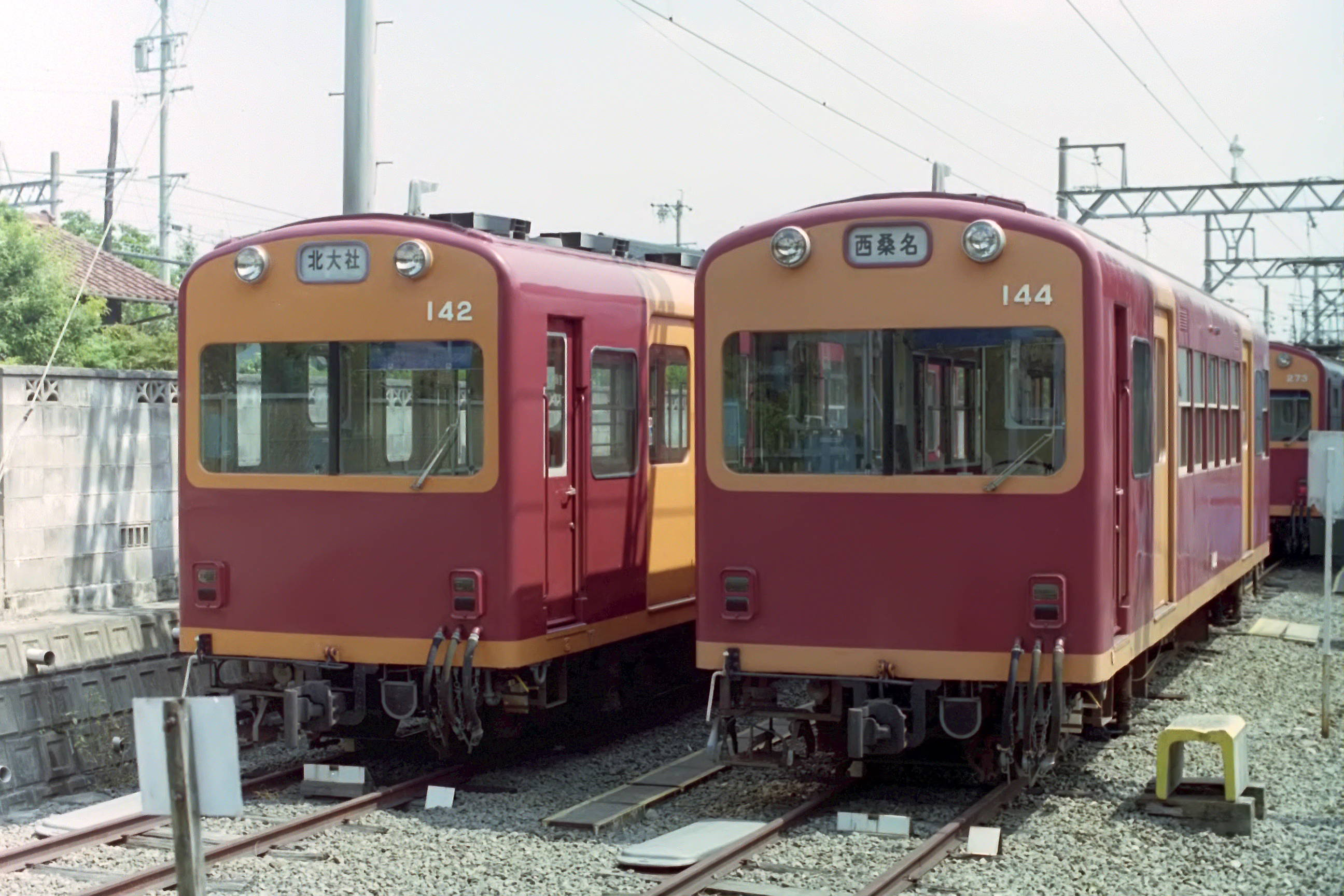
近鉄時代のク142、ク144

1977年からの北勢線の近代化に伴い、総括制御運転とこれに伴う編成の固定化が実施されると、サ141 - 145は270系と同型の運転台が新設され、制御車のク140形141 - 145となった。この際、奇数番号の141・143・145は西桑名側に運転台が新設され、さらに当時標準のHG-583Mrb電動発電機とDH-25空気圧縮機が追加搭載されてモ270形と固定編成を組んだのに対し、偶数番号の142・144は阿下喜側に運転台が新設され、従来同様に1両単位での増結用車両として用いられた。
また、全車についてブレーキ弁のSTEからACA-R・ATA-R自動空気ブレーキへの改造が施工されている。
その後、1990年に塗装を内部・八王子線用260形などに準じた扉部と車体裾部、それに前面窓周りをオレンジ色に塗り分ける特殊狭軌線新標準色へ変更し、1991年よりA動作弁の補修部品が入手難となったことから、保安性向上も兼ねてHSC電磁直通ブレーキへ空気ブレーキを再改造、この際台車もブレーキ系が改造され、NT-7Kとなった。

### 三岐鉄道譲渡後

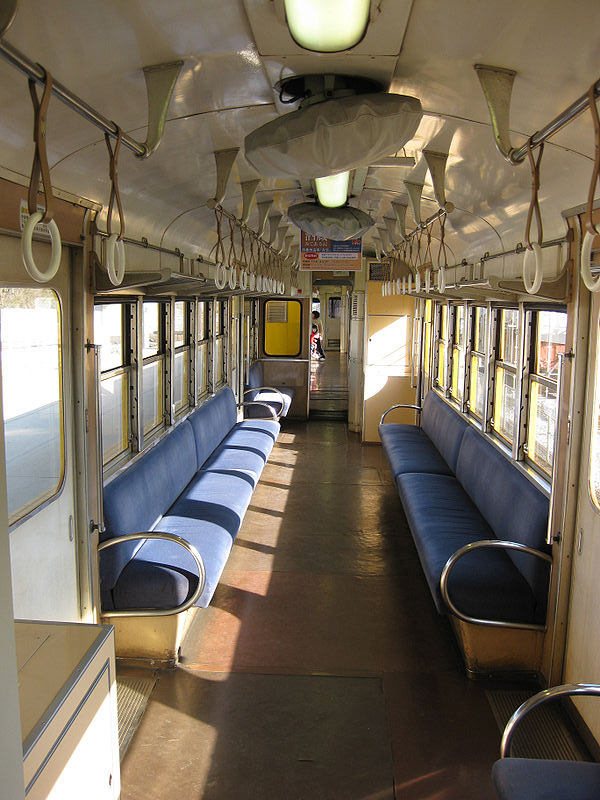
サ146車内

2003年の北勢線の近鉄から三岐鉄道への移管に伴い、本形式も同社籍へ編入され、ワンマン化改造と黄色を基調とする新塗装への塗り替えが実施された。
さらに、ク142・144は移管後の2003年に運転台を撤去して再度付随車に改造されてサ140-1形142・144となり、3両編成の中間に追加挿入されて4両編成の中間車となっている。
北勢線車両全体、あるいは編成単位での変遷については「三岐鉄道北勢線」と「三岐鉄道270系電車」を参照されたい。